# Matern (biskup Mediolanu)
Matern (łac.) Maternus – żyjący w IV wieku biskup Mediolanu, święty Kościoła katolickiego.
Był siódmym biskupem Mediolanu. Na stanowisko został powołany około 316 roku i sprawował tę funkcję do 328 roku. Według legendy miał być towarzyszem Nabora i Feliksa.
Wspominany jest 18 lipca i 19 tegoż miesiąca (za Liber notitiae sanctorum Mediolani).